# Cyrinda Foxe
Cyrinda Foxe, rodným jménem Kathleen Victoria Hetzekian (22. února 1952 – 7. září 2002) byla americká herečka a modelka. Jejím prvním manželem byl zpěvák David Johansen ze skupiny New York Dolls a druhým Steven Tyler ze skupiny Aerosmith. Její dcerou je modelka Mia Tyler.

## Život
Narodila se do arménské rodiny v Santa Monice v Kalifornii. Později žila v Texasu a následně v New Yorku, kde začala pracovat jako asistentka Grety Garbo. Rovněž se stala pravidelnou návštěvnicí klubu Max's Kansas City, kde se setkala s umělcem Andym Warholem a nedlouho poté dostala roli v jeho filmu Andy Warhol's Bad. Jako herečka se rovněž objevila ve videoklipu k písni „The Jean Genie“ zpěváka Davida Bowieho.
Roku 1997 vyšly její memoáry nazvané Dream On: Livin' on the Edge with Steven Tyler and Aerosmith; jejich spoluautorem je Danny Fields.
V roce 2001 měla slabou mrtvici. Zemřela o rok později na nádor na mozku.